# Протопопов, Николай Адрианович
Никола́й Адриа́нович Протопо́пов (14 февраля 1876, Берёзовка — 1960, Ленинград) — русский и советский художник, известен также как храмовый художник, расписавший 24 православных храма.

## Биография
Родился в семье протодьякона в селе Берёзовка Российской империи, ныне Пермского края. Детство провёл в Бирске, где закончил приходское училище. Затем учился в духовном училище и семинарии в Уфе (1896).
Был назначен членом Православной Духовной миссии в Японии. В качестве судового священника находился на броненосном крейсере «Память Азова».
Поступив в Казанскую духовную академию, Протопопов одновременно посещал занятия в Казанской художественной школе. Академию окончил в 1900 году, ещё три года обучался в художественной школе.
В 1903 году поступил в Высшее художественное училище при Императорской Академии художеств (в пейзажную мастерскую Н. Н. Дубовского). Одновременно занимался портретной живописью в мастерских П. П. Чистякова и В. Е. Савинского. Высшее художественное училище окончил в 1912 году. Получил звание художника (1912) за картину «После бурной ночи».
Николай Протопопов сыграл существенную роль в деятельности Общества имени Архипа Ивановича Куинджи, будучи членом его правления. Был также экспонентом Весенних выставок в залах Академии художеств, выставок Союза художников в Москве в 1909—1911 годах, Общества независимых в Санкт-Петербурге в 1910—1917 годах и ТПХВ. Весной 1917 года был секретарём Союза деятелей пластических искусств в Петрограде. Также выставлялся за рубежом — в Венеции и Мюнхене.
С 1919 по 1922 годы Николай Адрианович руководил подразделением ВХУТЕМАС в Уфе, одновременно в 1920—1922 годах работал инструктором подотдела по делам музеев и охране памятников искусства и старины Уфимского губернского отдела народного образования. С 1922 года преподавал рисунок в Государственном художественно-промышленном техникуме в Петрограде, продолжал участвовать в выставках.
Умер в 1960 году в Ленинграде.

## Труды
Николай Протопопов совершил ряд творческих поездок по СССР. Создал портретную галерею деятелей науки и культуры. Написал серию работ в осаждённом Ленинграде в годы Великой Отечественной войны. Работы Протопопова находятся в коллекциях многих музеев России и Украины.
В качестве храмового художника Николай Протопопов расписал более 20 храмов, в частности, Соборный храм Тихвинской иконы Божией Матери в Данкове и Покровский академический храм Троице-Сергиевой лавры.

### Галерея

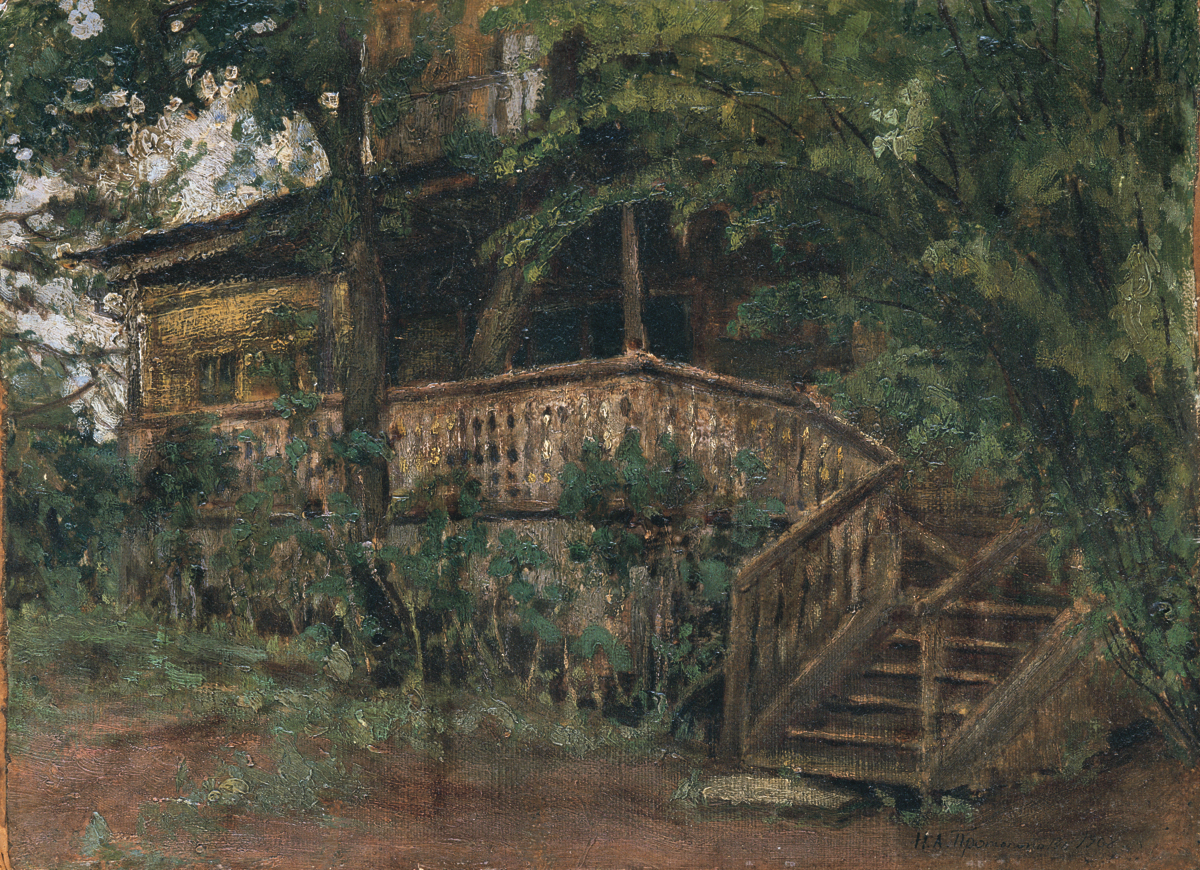
Дом с верандой, 1908
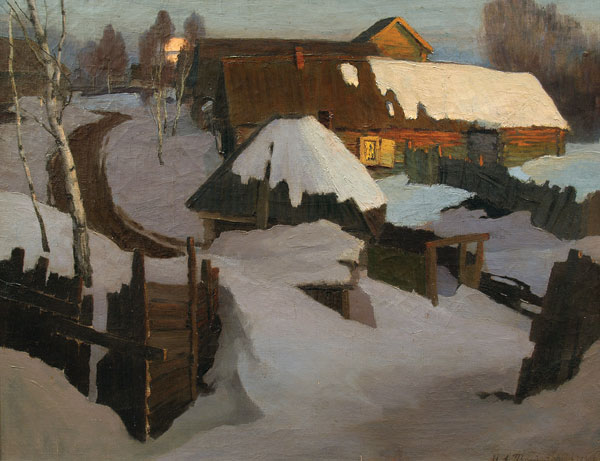
Избы под снегом, 1909
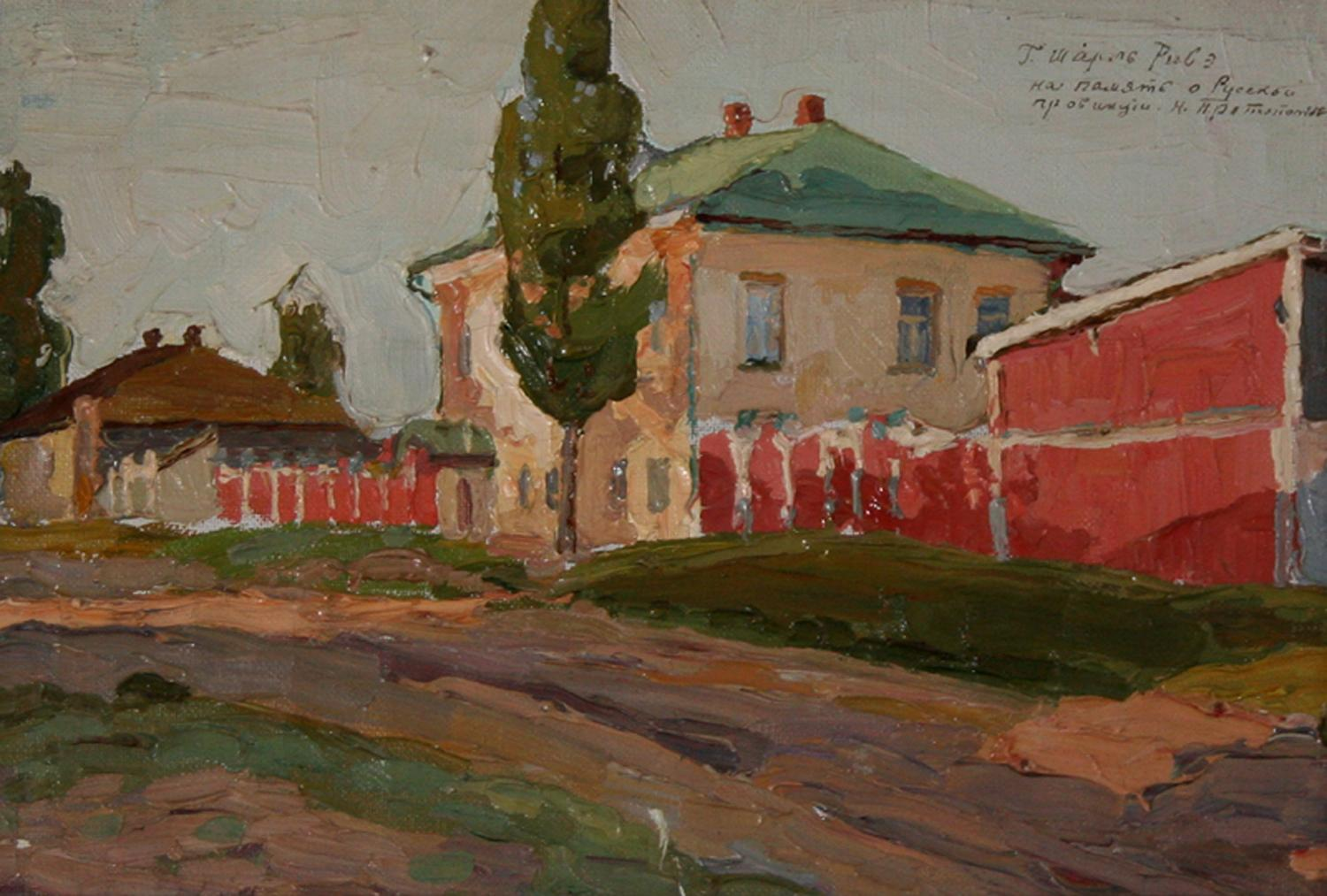
Русская провинция, 1916